# 666 Park Avenue
666 Park Avenue – amerykański serial, wyprodukowany przez Warner Bros. Television oraz Alloy Entertainment i emitowany w stacji ABC od 30 września 2012 roku. 16 listopada 2012 r. ogłoszono koniec serialu z powodu niskiej oglądalności, serial zakończył się po 13 odcinkach pierwszego sezonu.

## Fabuła
Młoda para przeprowadza się na Manhattan i odkrywa, że ich dom jest opętany przez tajemnicze, demoniczne siły.

## Obsada

### Główna
- Dave Annable jako Henry Martin, nowy zarządca budynku
- Rachael Taylor jako Jane Van Veen, nowy zarządca budynku
- Robert Buckley jako Brian Leonard, mąż Louise, pisarz, mieszka w budynku
- Mercedes Masöhn jako Louise Leonard, żona Briana, fotograf
- Erik Palladino jako Tony DeMeo, odźwierny
- Helena Mattsson jako Alexis Blume
- Samantha Jade Logan jako Nona Clark, mieszkaniec z niepowtarzalnym darem
- Vanessa Williams jako Olivia Doran, chłodna, piękna i wyrafinowana żona właściciela budynku
- Terry O’Quinn jako Gavin Doran, właściciel budynku

### Gościnna
- Misha Kuznetsov jako Kandinsky
- Aubrey Dollar jako Annie Morgan
- Mili Avital jako Danielle Tyler
- Mike Doyle jako Frank Alpern
- Enrique Murciano jako dr Todd Scott
- Wendy Moniz jako Ingrid
- Tessa Thompson jako Laurel Harris/Sasha Doran
- Nick Chinlund jako Victor Shaw
- Whoopi Goldberg jako Maris Elder

## Odcinki
| Sezon | Sezon | Odcinki | Oryginalna emisja | Oryginalna emisja | Oryginalna emisja | Oryginalna emisja | Oryginalna emisja |
| Sezon | Sezon | Odcinki | Premiera sezonu   | Finał sezonu      | Premiera sezonu   | Finał sezonu      |                   |
| ----- | ----- | ------- | ----------------- | ----------------- | ----------------- | ----------------- | ----------------- |
|       | 1     | 13      | 30 września 2012  | 13 lipca 2013     | 25 września 2013  | 18 grudnia 2013   |                   |

### Sezon 1 (2012–2013)
| №  | #  | Tytuł                            | Polski tytuł              | Reżyseria             | Scenariusz                              | Premiera (ABC)       | Premiera (13 Ulica)  |
| -- | -- | -------------------------------- | ------------------------- | --------------------- | --------------------------------------- | -------------------- | -------------------- |
| 1  | 1  | Pilot                            | Pilot                     | Alex Graves           | David Wilcox                            | 30 września 2012     | 25 września 2013     |
| 2  | 2  | Murmurations                     | Szepty szpaków            | Robert Duncan McNeill | David Wilcox                            | 7 października 2012  | 2 października 2013  |
| 3  | 3  | The Dead Don’t Stay Dead         | Niespokojni zmarli        | Alex Zakrzewski       | Matt Miller                             | 14 października 2012 | 9 października 2013  |
| 4  | 4  | Hero Complex                     | Kompleks bohatera         | John Behring          | Elizabeth Craft, Sarah Fain             | 21 października 2012 | 16 października 2013 |
| 5  | 5  | A Crowd of Demons                | Zastęp demonów            | Robbie Duncan McNeill | Sonny Postiglione                       | 28 października 2012 | 23 października 2013 |
| 6  | 6  | Diabolic                         | Diaboliczna przeszłość    | Allison Liddi-Brown   | Chris Hollier                           | 4 listopada 2012     | 30 października 2013 |
| 7  | 7  | Downward Spiral                  | Spirala śmierci           | J. Miller Tobin       | Leigh Dana Jackson, Mimi Won Techentin  | 11 listopada 2012    | 6 listopada 2013     |
| 8  | 8  | What Ever Happened to Baby Jane? | Co się stało z małą Jane? | Dean White            | Josh Pate                               | 25 listopada 2012    | 13 listopada 2013    |
| 9  | 9  | Hypnos                           | Hypnos                    | Stephen Cragg         | Ellen Fairey, Matthew Tabak             | 2 grudnia 2012       | 20 listopada 2013    |
| 10 | 10 | The Comfort of Death             | W objęciach śmierci       | John Terlesky         | Vincent Angell                          | 22 czerwca 2013      | 27 listopada 2013    |
| 11 | 11 | Sins of the Fathers              | Grzechy ojców             | Omar Madha            | David Wilcox, Adria Lang                | 29 czerwca 2013      | 4 grudnia 2013       |
| 12 | 12 | The Elysian Fields               | Pola Elizejskie           | Chris Misiano         | Elizabeth Craft, Sarah Fain             | 6 lipca 2013         | 11 grudnia 2013      |
| 13 | 13 | Lazarus                          | Łazarz                    | Robert Duncan McNeill | Christopher Hollier, Leigh Dana Jackson | 13 lipca 2013        | 18 grudnia 2013      |